# Андроник II Великий Комнин
Андро́ник II Вели́кий Комни́н (греч. Ανδρόνικος Β΄ Μέγας Κομνηνός; 1240, Трапезунд—1266, Трапезунд) — пятый трапезундский император в 1263—1266 годах.
Был старшим сыном трапезундского императора Мануила I и его первой жены Анны Ксилалои, трапезундской дворянки. Стал следующим императором после смерти отца. Также, как и при Мануиле I, в правление Андроника II Трапезунд продолжал развиваться как торговый центр. Во время трех лет правления Андроника Трапезундская империя потеряла Синоп, завоеванный его отцом. Это позволило туркам построить в порту Синопа лучший флот на Черном море и угрожать трапезундской торговле. Вместе с этой потерей трапезундские императоры потеряли также и надежду на захват Константинополя и перестали вмешиваться в дела Византии. После смерти Андроника II, наступившей по неизвестным причинам в 1266 году, трапезундский трон унаследовал его брат Георгий Великий Комнин.